# Sagrestia Vecchia
La Sagrestia Vecchia (en français : La Vieille Sacristie) est la plus ancienne des deux sacristies de la basilique San Lorenzo de Florence en Italie, accessible par son  transept gauche. C'est l'un des monuments les plus importants de l'architecture de la première Renaissance italienne. Conçue par Filippo Brunelleschi et payée par la famille Médicis qui l'a également utilisée pour ses sépultures, elle a donné le ton pour le développement d'un nouveau style d'architecture qui a été construit autour de la proportion, l'unité des éléments et l'utilisation des ordres classiques. Donatello y a également travaillé, avec d'importantes contributions sculpturales. 
L'architecture a été réalisée  de 1419 à 1428, tandis que la décoration sculpturale peut être datée entre 1428 et 1443. L'œuvre, qui est la seule dont le grand architecte s'est occupé jusqu'à la fin des travaux, était considérée comme le paradigme de la pureté géométrique et de l'élégance linéaire de son parcours d'architecte, qui contient des éléments développés plus tard à la chapelle des Pazzi ou dans les tribunes de la cathédrale Santa Maria del Fiore.

## Histoire

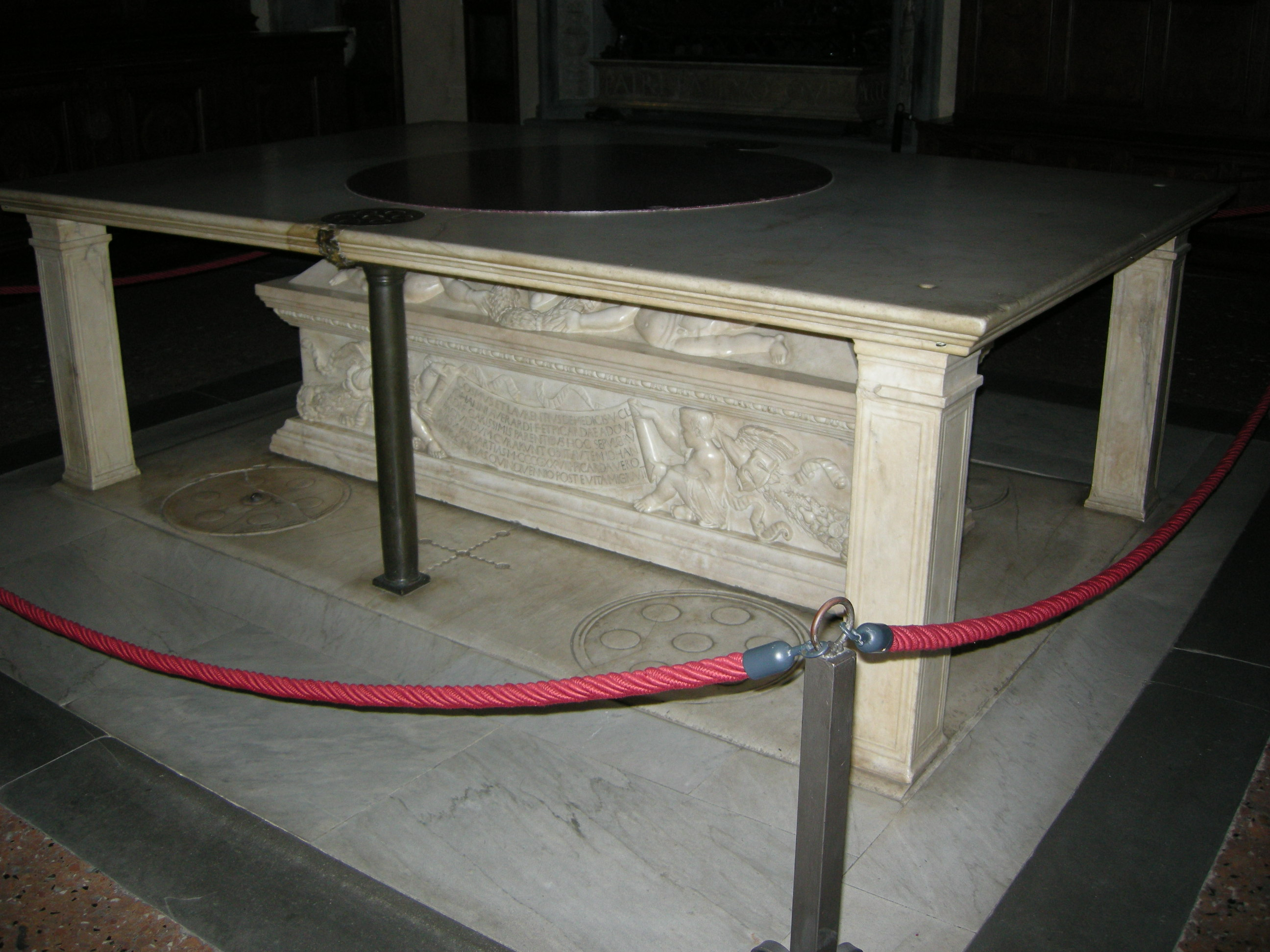
Tombeau de Giovanni di Bicci et Piccarda de Bueri.

En 1419, Jean de Médicis appelle Filippo Brunelleschi, l'architecte le plus célèbre de la ville qui, dans ces années-là, a commencé le Spedale degli Innocenti et démontré la faisabilité du dôme sans armature, pour construire une chapelle funéraire familiale. Jean, qui a laissé la Banque des Médicis aux soins de son fils Cosme de Médicis cette année-là, s'inspire du projet architectural de son rival Palla Strozzi dans la sacristie de la basilique Santa Trinita (Florence), commandé à Lorenzo Ghiberti en 1418 comme mausolée familial. La sacristie de San Lorenzo est dédiée à l'apôtre Jean, saint patron de Jean de Médicis. L'architecte se voit également confier la construction de la chapelle des saints Côme et Damien, protecteurs de la famille Médicis, adjacente à la sacristie, dans le transept gauche. Les Médicis donnent ainsi le ton pour le développement d'un nouveau style d'architecture construit autour de l'unité des éléments et de l'utilisation des ordres classiques. 
L'espace est appelé la « Vieille Sacristie » après que le commencement de la construction de la nouvelle « Sagrestia Nuova » (Nouvelle Sacristie) en 1510, par Michel-Ange, sur le chevet de l'ensemble.
L'édifice est commencé en 1421 et en grande partie complété en 1440. À l'origine, il est complètement isolé pour la simple raison que Brunelleschi a pris du retard dans l'élaboration des plans de la nef de la basilique. C'est seulement en 1459 que la vieille sacristie est réunie au bâtiment principal, par son transept gauche.
Brunelleschi y travaille entre 1421 et 1428 ; c'est le seul ouvrage survivant achevé par le grand architecte. Dans une période indéterminée, après 1421, l'architecte se voit confier la reconstruction de la toute l'église San Lorenzo sur proposition de Médicis lui-même, qui est l'un des principaux financiers du projet. La date d'achèvement des travaux est 1428, comme en témoigne l'inscription à l'intérieur de la lanterne de la coupole.
En 1429, les funérailles de Jean de Médicis y sont célébrées pour le coût exorbitant de 3 000 florins d'or.
La décoration sculpturale de Donatello remonte à la fin des travaux et a peut-être été commandée par Jean lui-même, ou par son fils Cosme. En 1433, le tombeau de Jean et de son épouse Piccarda de Bueri, sculpté par Donatello et Andrea Cavalcanti, le fils adoptif de Brunelleschi, est placé sous la table centrale en marbre.

## Architecture

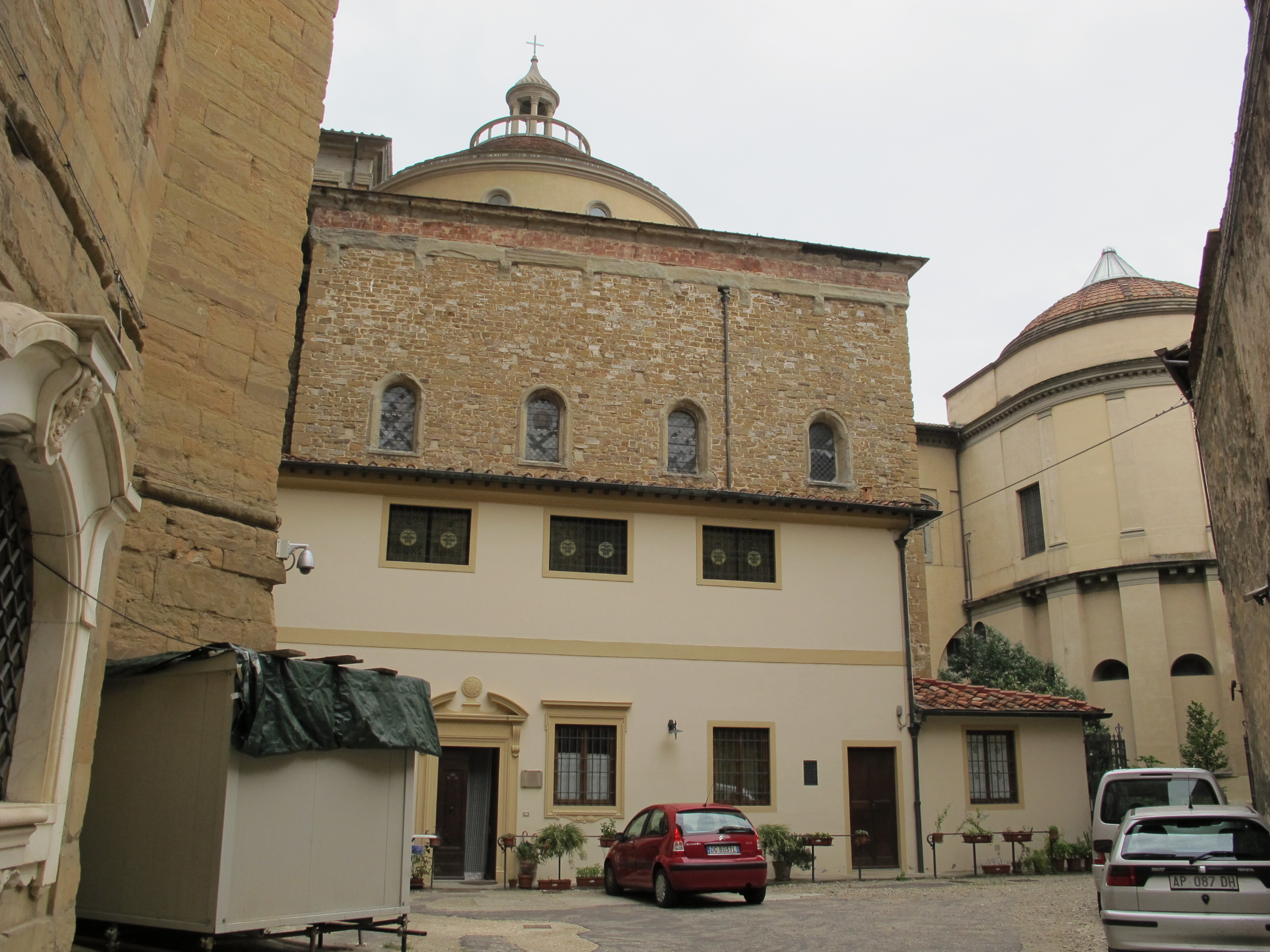
Vue extérieure.

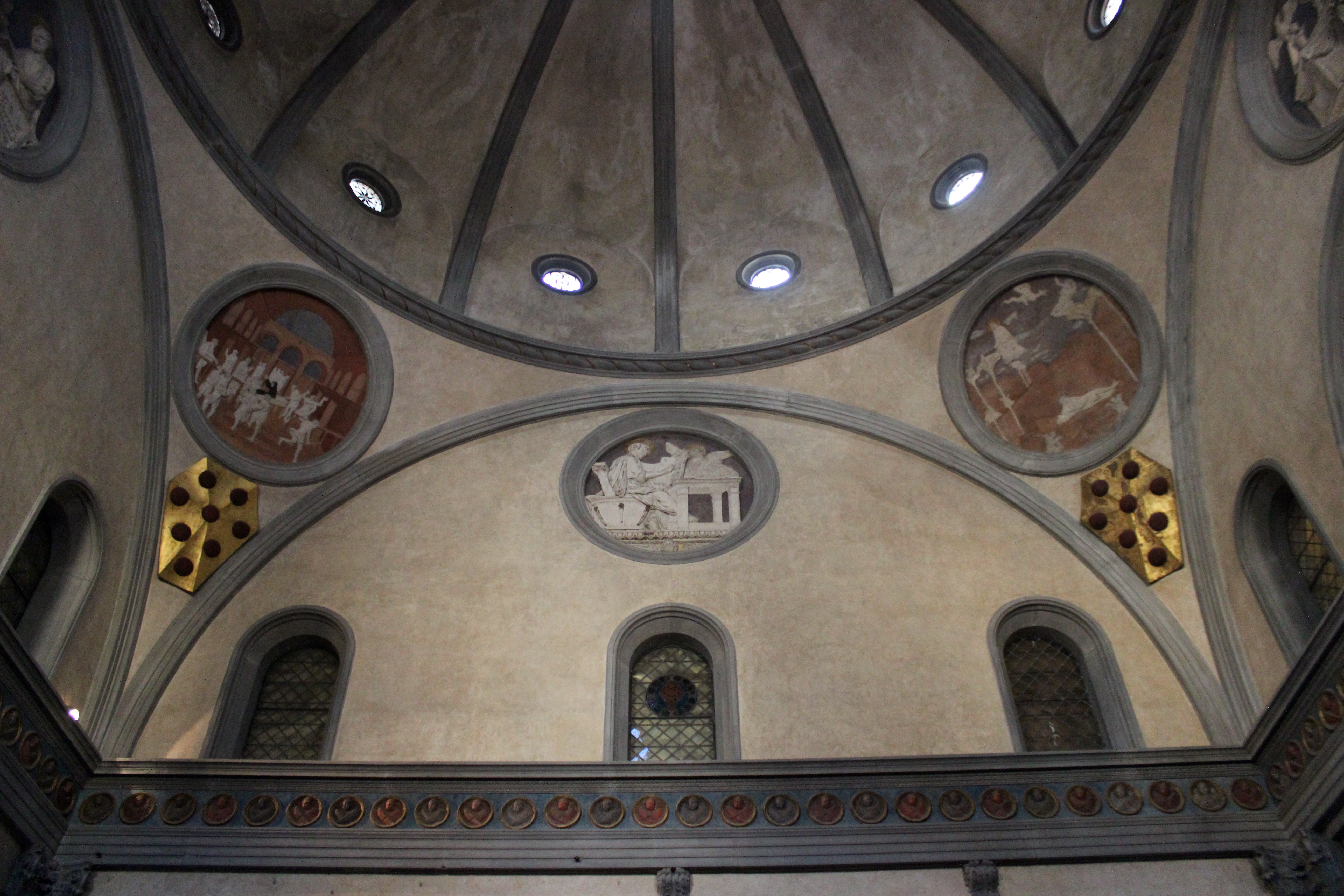
Voûte.

La sacristie a été conçue comme un milieu autonome, même s'il est en communication avec l'église. L'architecture repose sur des valeurs claires et limpides de géométrie solide, avec un espace cubique surmonté d'un dôme, motif qui se répète, dans des dimensions plus réduites, dans l'abside toutefois agrémentée de niches. L'extérieur est extrêmement simple : de forme parallélépipédique recouvert par le cône inversé de la lanterne à tuiles imbriquées (avec la gracieuse lanterne en colonnes et dôme à bulbe en spirale), avec une douille en bas et un simple entablement supérieur. 
La pièce principale a un plan carré parfait, avec une petite abside également à base carrée côté sud, avec le côté de base 1/3 de large que celui de la pièce principale, le long de laquelle se trouvent deux petits espaces de service accessibles par deux portails symétriques qui donnent sur le compartiment principal. L'ouverture cintrée donne sur une chapelle dont une fresque du ciel astronomique fut peinte sur sa voûte par Giuliano Pesello. L'abside est positionnée axialement dans la paroi, et reliée à l'espace principal par une ouverture cintrée. Les deux portails sont un ajout postérieur, de l'époque des décorations de Donatello et sont l'une des plus anciennes traces d'éléments architecturaux de la Renaissance tirés de l'architecture romaine : il s'agit en fait d'une copie d'un portail du Forum de Trajan connu par un dessin de Giuliano da Sangallo. Brunelleschi n'a pas apprécié l'insertion qu'il jugeait, selon son biographe, trop massive et pas en harmonie avec l'architecture de la sacristie. Janson a attribué les portails à Michelozzo, qui les aurait reproduits dans l'église Sant'Agostino à Montepulciano. 
La pièce principale a le module du côté de la base égal à 20 bras florentins, qui divisé par cinq détermine également la largeur des arcs en plein cintre de l'abside. L'intérieur de l'espace principal est articulé par un système rythmique de pilastres et d'arcs qui soulignent l'unité géométrique de l'espace. Les pilastres sont là à des fins purement visuelles : c'est cette rupture entre structure réelle et apparence qui constitue une des nouveautés importantes du travail de Brunelleschi. Les pilastres supportent un entablement dont le seul but est de diviser l'espace en deux zones horizontales égales. La zone supérieure comprend des pendentifs sous le dôme, une autre nouveauté typique de l'architecture byzantine. La coupole est en réalité une coupole parapluie, composée de douze voûtes qui sont réunies au centre, divisée en segments en ogive ; à la base de chacun d'eux se trouve un oculus qui, avec la lanterne, garantit l'éclairage intérieur. Ce type de conception n'était pas rare et Brunelleschi a probablement appris la technique lors d'une visite à Milan ou à d'autres endroits où ce type de coupole était présent. La façon dont la coupole a été intégrée dans les proportions de cet espace est toutefois nouvelle. L'utilisation de couleurs est restreinte au gris de la pierre et au blanc du mur. L'utilisation de l'ordre corinthien est aussi nouvelle et constitue un aboutissement des études de l'architecture romaine antique par Brunelleschi. 
L'abside est composée de la même manière, avec son propre dôme, cependant hémisphérique et aveugle, tandis que ses côtés sont dilatés par des niches. Les salles latérales, en revanche, ont des voûtes en berceau : c'est l'une des plus anciennes applications de ce type de toiture dans l'architecture Renaissance. 
Les murs sont marqués par de grands arcs en plein cintre, qui dans les zones sous le dôme forment quatre pendentifs aux angles, où les médaillons de Donatello et les armoiries des Médicis ont ensuite été insérés. À la hauteur de la ligne des arcades se trouve un entablement en pietra serena avec une partie centrale polychrome ornée de cocardes d'angelots. Les murs sont enduits d'une couleur claire, sur laquelle se détachent les éléments architecturaux de pietra serena, l'une des caractéristiques les plus facilement reconnaissables de l'architecture de Brunelleschi. 
Dans ce travail, Brunelleschi s'est également inspiré d'éléments de l'architecture toscane médiévale, les retravaillant avec des solutions tirées de l'art romain classique avec un résultat d'une grande originalité. Par exemple, la voûte d'ogives était déjà présente dans l'architecture gothique, tandis que l'utilisation de l'arc en plein cintre est innovante. Le mélange de lignes droites et de cercles est également typique du roman toscan, comme par exemple dans les incrustations de marbre de la façade de la basilique San Miniato al Monte. Mais par rapport à l'architecture médiévale, Brunelleschi a utilisé une méthode plus rationnelle et rigoureuse, étudiant le module du cercle inscrit dans le carré, qui se répète dans le plan et dans l'élévation. Tous les cercles sont tangents les uns aux autres ou aux côtés des carrés qui marquent l'architecture. 
Verticalement, la sacristie peut être divisée en trois parties d'égale hauteur : la première à hauteur de l'observateur, qui atteint la corniche sous les arcades, la seconde avec les arcades, les tondi, les fenêtres et les pendentifs, et la troisième avec le dôme. 

### Influence de l'architecture
L'architecture de l'ancienne sacristie est l'un des résultats les plus importants des études sur les bâtiments à plan carré, un exemple pour toutes les expériences ultérieures. Sa forme liée au thème de la combinaison de la sphère avec le cube et d'autres solides réguliers est particulièrement réussie et a été développée par Brunelleschi dans la chapelle des Pazzi et reprise par d'autres architectes. La fonctionnalité du plan et l'harmonie de l'ensemble en ont fait l'un des modèles de base pour les chapelles et les mausolées, en Toscane et ailleurs.
Cependant, les caractères plus intimes de l'original ont été très souvent négligés, laissant de côté la rigueur de Brunelleschi au profit de solutions plus riches et plus séduisantes. Les exemples les plus célèbres sont de Michelozzo dans la chapelle des Mages, de Giuliano da Sangallo à l'échelle monumentale dans l'église Santa Maria delle Carceri de Prato et de Michel-Ange dans la Sagrestia Nuova. En Vénétie et en Lombardie (comme dans la chapelle Portinari), l'exubérance de l'ornementation fait du modèle architectural un simple support de décoration et aussi la préférence pour une approche plus imaginative et désinvolte des commandes classiques, produisant des interprétations de plus en plus éloignées du modèle original.

## Décoration sculpturale

### Donatello

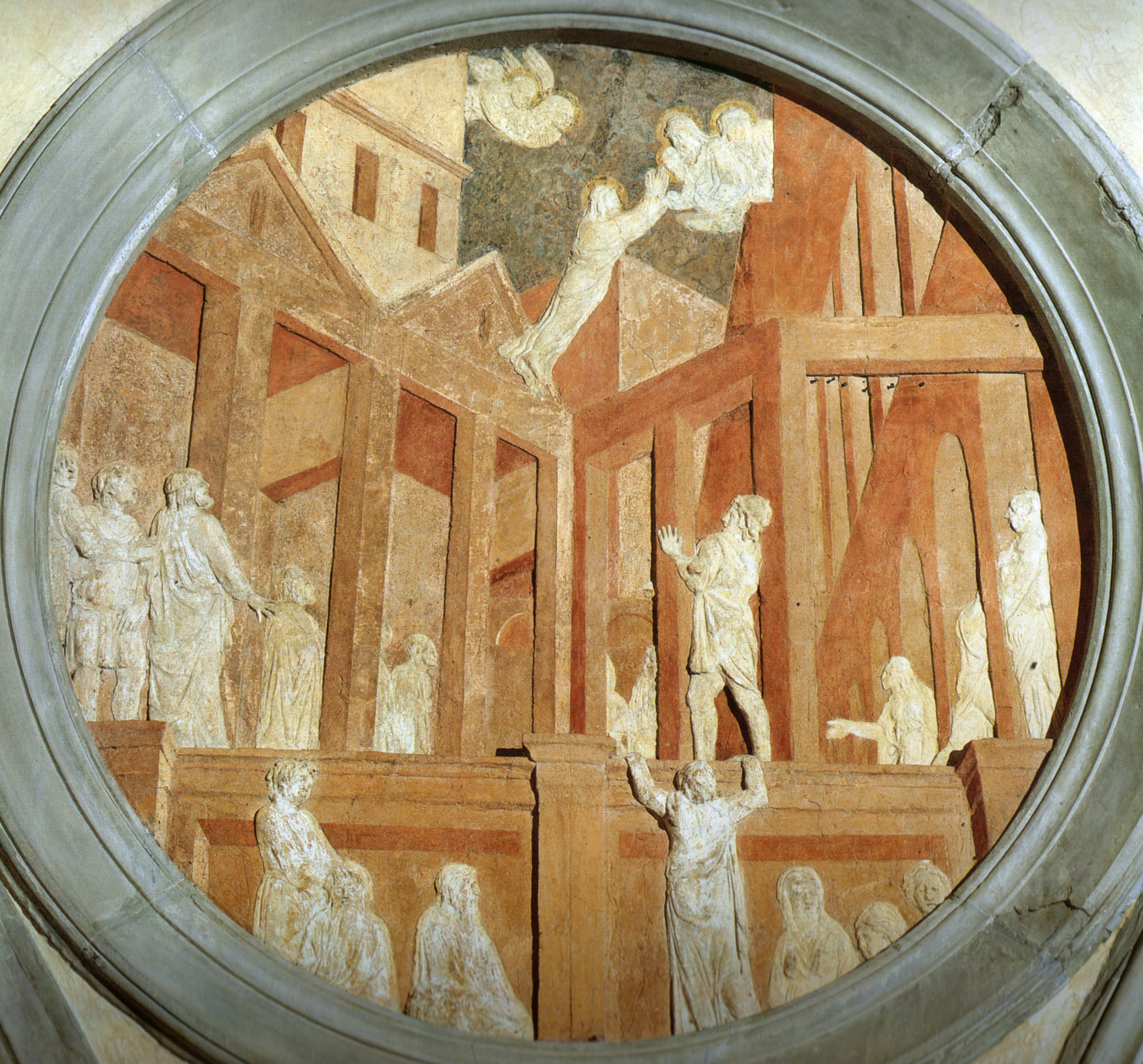
Donatello, Ascension de saint Jean.

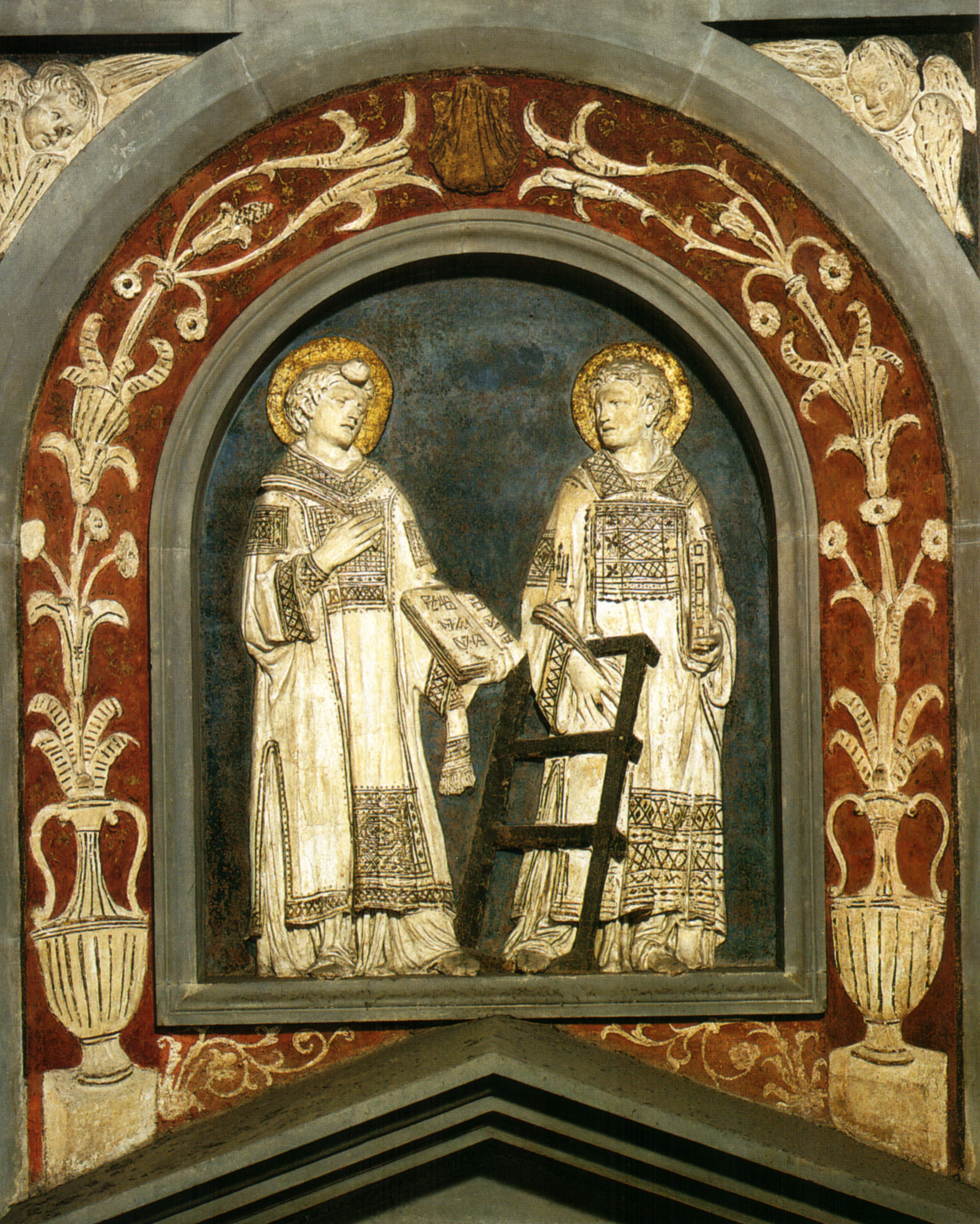
Donatello, Saints Étienne et Laurent.

Les détails décoratifs sont de Donatello, qui a conçu les tondi dans les pendentifs, les lunettes, les reliefs au-dessus des portes et les portes elles-mêmes.
Donatello a travaillé à plusieurs reprises à la sacristie, faisant également appel, pour certaines parties, à des collaborateurs non spécifiés dont certains ont émis l'hypothèse qu'il pourrait s'agir de Michelozzo ou de Luca della Robbia. Donatello a conçu un ensemble de décorations en stuc polychrome d'une grande intensité expressive. Sa décoration commence probablement en 1428-1429 avec les Histoires de saint Jean l'évangéliste, puis est suspendue en raison des événements tumultueux survenus à la famille Médicis. En 1434, avec le retour de Cosme l'Ancien de Padoue et de Donatello de Rome, les travaux reprennent. Peut-être sont-ils achevés en 1439, lorsque la chapelle est le lieu d'importantes cérémonies religieuses, et ils sont tous achevés en 1443, l'année du départ de Donatello pour Padoue.
La décoration en stuc comprend :
- Les tondi avec les Histoires de Saint Jean l'évangéliste (1428-1432) dans les pendentifs du dôme, œuvres de Donatello dans la technique du stuc peint dans une couleur douce et élégante de blanc, rouge brique et bleu.
  - Saint Jean l'évangéliste à Patmos
  - Résurrection de Drusiana
  - Martyre de saint Jean l'évangéliste
  - Ascension de saint Jean l'évangéliste
- Le tondi des évangélistes (1435), également de Donatello, en haut, au centre des arcades, également en stuc polychrome, mais avec un décor plus traditionnel, avec un plus grand relief et bicolore bleu/blanc.
  - Tondo de saint Jean l'évangéliste
  - Tondo de saint Luc
  - Tondo de saint Marc
  - Tondo de saint Matthieu
- Les deux paires de vantaux des portes en bronze des salles latérales, l'une avec les Saints et les Martyrs et l'autre avec les Apôtres et les Pères de l'Église (1440-1443).
  - Porte des Martyrs
  - Porte des Apôtres
- Les deux édicules au-dessus des portes, en stuc polychrome, avec les saints Étienne et Laurent à gauche et les saints Cosme et Damien (protecteurs des Médicis) à droite.

Même les barrières de marbre de l'abside sont presque unanimement attribuées à Donatello, ornées d'entrelacs qui font référence à ceux des fenêtres circulaires de la coupole.
La décoration sculpturale se marie avec bonheur à l'architecture, créant un jeu de couleurs vif, mais limité à quelques teintes élégantes, qui rompt avec le traditionnel deux tons de Brunelleschi, blanc et gris, enrichies tout au plus par le bleu de la terracotta invetriata comme dans la chapelle des Pazzi. Cet ensemble harmonieux n'a cependant pas été évalué en tant que tel par Brunelleschi : il a exprimé sa déception concernant les ajouts sculpturaux, soulignant qu'il n'avait jamais été interrogé à leur sujet. Il critiquait surtout la disposition des deux murs sur les côtés de l'abside, où la lunette des saints, les lourdes charpentes (attribuées à Michelozzo) et les portes créent un ensemble très fleuri sous la bannière de l'horror vacui étrangère à la synthèse et la rigueur géométrique de l'architecte. D'autres commentateurs ont également été perplexes devant l'expressivité dramatique et agitée des reliefs de Donatello, comme en témoigne un passage du Traité d'architecture du Filarète (1461-1464), où il est conseillé de ne pas faire de figures d'apôtres comme celles de Donatello dans la porte de la sacristie de San Lorenzo, « qui ressemblent à des escrimeurs ».
Aujourd'hui, on a tendance à considérer la sacristie comme une « combinaison d'accents dialectiques et bigarrés », où les notes les plus aiguës se dissolvent dans les plus sobres, sans affecter l'harmonie de l'ensemble.

### Autres

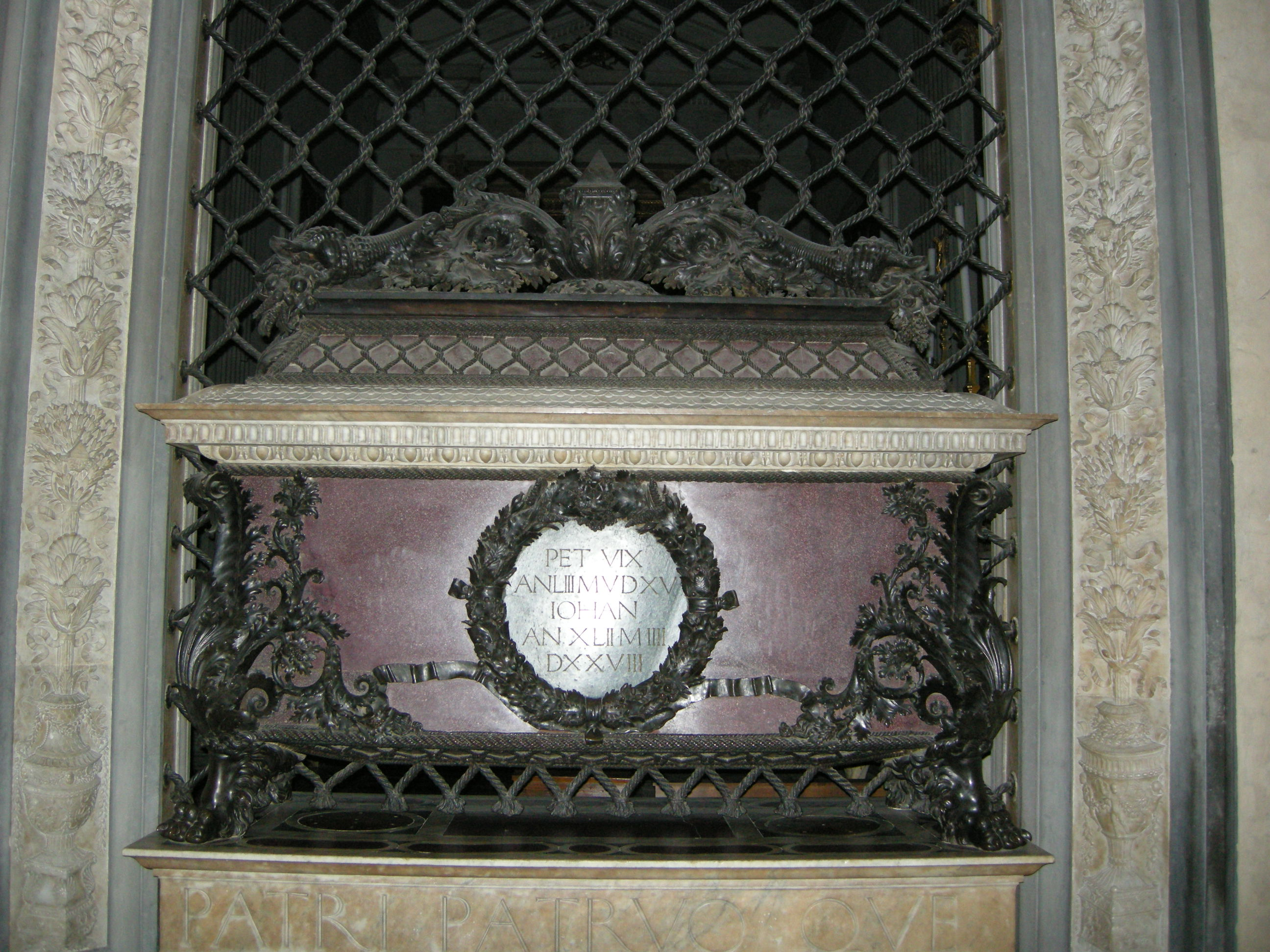
Sarcophage de Jean et Pierre de Médicis.

La frise aux angelots et séraphins dans le cadre, réalisée en terracotta invetriata polychrome, est attribuée à Luca della Robbia.
En 2000, l'attribution à Donatello a été proposée, avec l'aide de Buggiano, pour le monument funéraire sous la table de marbre au centre de la sacristie, où sont enterrés Jean de Médicis et Piccarda de Bueri. L'œuvre, enrichie d'armoiries des Médicis, de têtes d'anges et de festons, a peut-être été conçue par le maître et construite par Buggiano et Pagno di Lapo Portigiani.
Le sarcophage de porphyre et de bronze, monument funéraire commun des frères Jean de Médicis et Pierre Ier de Médicis a été réalisé par Andrea del Verrocchio et commandé en 1472 par les fils de Pierre lui-même, Laurent de Médicis et Julien de Médicis.
Le buste de  saint Laurent, sur la plate-forme en face de l'autel, est attribué à Desiderio da Settignano pour sa sensibilité picturale, mais dans le passé, il était également considéré comme l'œuvre de Donatello.
L'autel est orné de trois panneaux (Vierge à l'Enfant, et les prophètes Ézéchiel et Isaïe), tandis que les plutei sont ornés d'amphores d'où partent des branches de chêne, empruntées à la tradition su christianisme primitif. Le mur a ensuite été décoré d'un triptyque plus ancien, œuvre de Bernardo Daddi du milieu du XIVe siècle. Le crucifix en bois polychrome est l'œuvre de Simone di Nanni Ferrucci.
Dans l'abri de gauche se trouve un bassin en marbre attribué à Andrea del Verrocchio, avec des éléments héraldiques de Pierre Ier de Médicis (le faucon, l'anneau avec les armoiries) ; le bassin est décoré de protomés de lion et de deux sirènes. Une table date du XVIe siècle avec les Dolenti et un crucifix contemporain en bois.

## Ciel astronomique

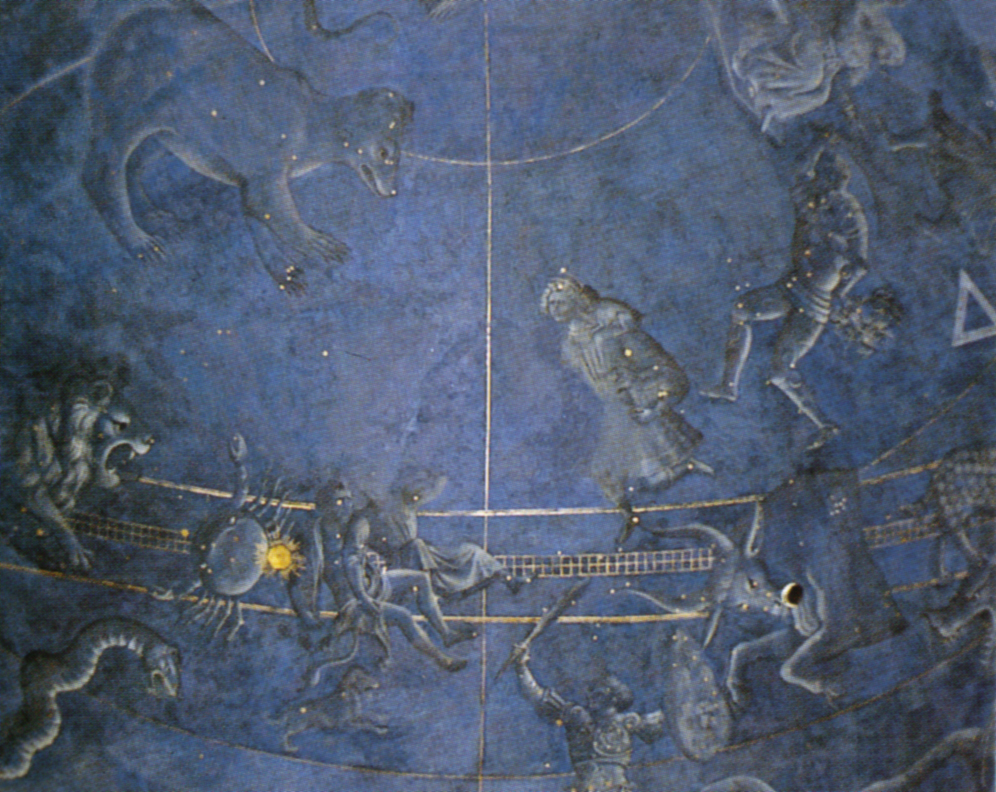
Pesello (attr.), fresque de la voûte céleste.

Les fresques de la voûte du dôme de l'abside remontent au début des années quarante du XVe siècle. On suppose que la voûte céleste a été peinte par le peintre-décorateur éclectique Giuliano Pesello, sur la recommandation de l'astronome Paolo Toscanelli.
La disposition des constellations est suffisamment précise pour estimer la date particulière qu'elles représentent, bien qu'il y ait eu un désaccord sur la date représentée. En 1911, Aby Warburg fit une première tentative avec l'aide d'un astronome de Hambourg et conclut que la date était le 9 juillet 1422, date de la consécration de l'autel. Gertrud Bing a ensuite rejeté cette proposition en faveur d'un calcul d'Arthur Beer pour le 6 juillet 1439, date de la session de clôture du Concile de Bâle-Ferrare-Florence-Rome, au cours de laquelle les articles d'union entre la chrétienté orientale et occidentale ont été signés par les délégués latins et grecs. Un recalcul plus récent du professeur John L. Heilbron a confirmé de manière indépendante cette date et a même estimé l'heure de la journée vers midi.
Sur une base d'azurite, n'utilisant que de l'or et du clair-obscur, un ciel de l'hémisphère nord est bien défini dans les lignes de partition et dans les planètes alors connues, avec une excellente précision astronomique. Le choix de la date de 1442 était lié à l'arrivée à Florence de René d'Anjou, le monarque du royaume de Naples qui fut expulsé par l'usurpateur Alphonse V (roi d'Aragon). il était en voyage pour chercher des alliés pour une expédition de reconquête comprenant les Florentins, le Pape, les Sforza et les Génois. René d'Anjou, qui avait le titre officiel de roi de Jérusalem, était considéré comme celui qui pourrait mener une nouvelle croisade pour libérer la Terre Sainte et vaincre les Turcs ottomans qui assiégeaient les restes de l'Empire byzantin.
Le Conseil de Bâle, Ferrare et Florence a été transféré à Florence en 1439. Avec la signature de la bulle pontificale Laetentur coeli (6 juillet 1439), la réunification complète entre Grecs et Latins est réalisée. L'hypothèse du 6 juillet 1439 vers 10 h 30 correspond au moment où le Soleil et la Lune seraient positionnés exactement aux points représentés sur la fresque. La position des cinq planètes reste incertaine, de plus, l'écliptique peint et la position de Régulus sont précisément celles enregistrées à la fin de l'année 1438. Le 4 juillet 1442 ne correspond pas à l'arrivée de René d'Anjou à Florence (en réalité le 19 juillet), ni à la position exacte du Soleil et de la Lune ce jour-là sur la fresque.
La même date astrologique est également présente dans le dôme similaire de la chapelle des Pazzi, compte tenu également du lien plus important des Pazzi avec René d'Anjou qui avait fait Andrea chevalier et avait assisté au baptême de son neveu Renato, nommé en son honneur.